# Fusion de l'oxygène
En astrophysique, la fusion de l'oxygène (désignée parfois improprement combustion de l'oxygène) est un ensemble de réactions nucléaires se déroulant dans les étoiles massives qui ont épuisé par fusion les éléments légers en leur cœur. Ces réactions s'amorcent alors que le cœur de l'étoile s'est contracté pour atteindre une densité de l'ordre de 1010 kg/m3 (soit 10 t/cm3) et une température de l'ordre de 1,5 GK. Cela survient une fois la fusion du néon terminée, ce qui laisse au cœur de l'étoile un mélange d'oxygène et de magnésium prêt à fusionner pour peu que les conditions s'y prêtent.
Ces réactions sont principalement :
- 16
8O + 16
8O → 28
14Si + 4
2He + 9,594 MeV
- 16
8O + 16
8O → 31
15P + 1
1H + 7,678 MeV
- 16
8O + 16
8O → 31
16S + 1
0n + 1,5 MeV
- 16
8O + 16
8O → 30
14Si + 2 1
1H + 381 keV
- 16
8O + 16
8O + 2,409 MeV → 30
15P + 2
1D

D'autres réactions sont possibles, quoique plus marginales, par exemple :
- 16
8O + 16
8O → 32
16S + γ
- 16
8O + 16
8O → 24
12Mg + 2 4
2He

Lorsque la fusion de l'oxygène est terminée, le cœur de l'étoile se contracte encore davantage en raison de la baisse de la pression de radiations survenant à la fin de ce processus, de sorte que la température augmente au point de permettre l'amorçage de la fusion du silicium.